# Leptopus australis
Leptopus australis är en emblikaväxtart som först beskrevs av Heinrich Zollinger och Alexandre Moritzi, och fick sitt nu gällande namn av Antonina Ivanovna Pojarkova. Leptopus australis ingår i släktet andrakner, och familjen emblikaväxter. Inga underarter finns listade i Catalogue of Life.